# Yoko Ono/Plastic Ono Band
Yoko Ono/Plastic Ono Band — дебютний сольний студійний альбом японської художниці та музикантки Йоко Оно, випущений лейблом Apple Records у грудні 1970 року разом з альбомом її чоловіка John Lennon/Plastic Ono Band. Альбом містить вокальні імпровізації Оно у супроводі гурту Plastic Ono Band (у складі Леннона на гітарі, Рінго Старра на барабанах та Клауса Ворманна на бас-гітарі), за винятком пісні «AOS», на якій їй допомагає квартет Орнетта Коулмана.
У Сполучених Штатах Yoko Ono/Plastic Ono Band посів 182 місце в чарті альбомів Billboard. Альбом був погано прийнятий після виходу, за винятком схвальних рецензій Billboard і Лестера Бенгса з Rolling Stone. Незважаючи на відсутність комерційного успіху, він вплинув на багатьох наступних музикантів.

## Запис
За винятком «AOS», альбом Yoko Ono/Plastic Ono Band був записаний на Abbey Road Studios під час тих самих сесій у вересні-жовтні 1970 року, що й альбом John Lennon/Plastic Ono Band. Також у цей час була записана пісня «Between the Takes», яка вийшла на CD-перевиданні альбому Оно 1971 року Fly, що вийшов у 1998 році. «Greenfield Morning I Pushed an Empty Baby Carriage All Over the City» була написана на основі семплу з касети, де Джордж Харрісон грає на ситарі, а Рінго Старр на барабанах, обробленого за допомогою магнітофонної затримки, з текстом про викидень, який був взятий з книги Оно 1964 року Grapefruit. Вокал Оно на таких треках, як «Why» і «Why Not», поєднував хетай, японську вокальну техніку з театру кабукі, зі стилями рок-вокалу і грубою агресією, на яку вплинула популярна на той час первісна терапія, яку проходили Леннон і Оно в той час. За словами Оно, інженери звукозапису мали звичку вимикати звукозаписну апаратуру, коли вона починала виступати; в кінці «Why» Леннон, таким чином, запитує: «Ви це чули?».
29 лютого 1968 року Оно вийшов на сцену лондонського Королівського Альберт-голу з авангардним джазовим музикантом Орнеттом Коулманом та його квартетом, який на той час складався з барабанщика Еда Блеквелла та басистів Чарлі Гейдена і Девіда Айзензона. Виступ і їхня післяобідня репетиція були записані; «AOS» була записана під час репетиції і включена до альбому, це єдиний трек без участі Plastic Ono Band. Описуючи, як вона познайомилася з Коулманом, Оно сказала:
Орнетт був уже дуже, дуже відомим і шанованим музикантом. Я познайомилася з ним у Парижі. Ми познайомилися, коли я виступала на концерті, і після виступу хтось сказав: «О, Орнетт Коулман тут, і він хотів би поспілкуватися…». Ну, привіт. Дякую, що прийшли. І таке інше. А він казав: «Ну, гаразд». Тож він сказав, що збирається виступати з концертом в Альберт-голі, і чи можу я прийти і виступити з ним, тому що він вважав, що те, що я роблю, досить цікаво.

## Відгуки критиків
Yoko Ono/Plastic Ono Band був випущений лейблом Apple Records під значне презирство критиків 11 грудня 1970 року, в той час, коли Оно широко звинувачували у нещодавньому розпаді The Beatles. Протягом трьох тижнів він посів 182 місце в чарті альбомів Billboard у США, але не потрапив до чарту у Великій Британії. Серед небагатьох схвальних відгуків того часу були відгуки Billboard, який назвав його «візіонерським», та критика Rolling Stone Лестера Бенгса, який назвав його «першим альбомом J&Y, який не ображає інтелект — фактично, у своїй темній заплутаній манері він майже такий самий прекрасний, як і альбом Джона… Тут щось відбувається.».

### Спадщина та вплив
Багато років потому альбом був визнаний таким, що вплинув на музикантів, вплив якого був явно непропорційним його продажам і популярності, подібно до впливу Velvet Underground. Девід Браун з Entertainment Weekly вважає, що альбом «запустив сотню або більше жінок альтернативного року, таких як Кейт Пірсон і Сінді Вілсон з The B-52's, до сучасних трешерів, таких як L7 і Кортні Лав з Hole». NPR Music поставили реліз на 136 місце у списку «150 найкращих альбомів, створених жінками» за 2017 рік. Марісса Лоруссо назвала його «вражаючим, експериментальним і приголомшливим» і відзначила його «безстрашну цікавість» як таку, що вплинула на подальший експериментальний рок, експериментальну електронну музику, постпанк і саунд-арт.
У 2017 році в Bandcamp Daily, присвяченій впливу Оно, британський електронний музикант Кіран Леонард був вражений Yoko Ono/Plastic Ono Band, написавши «сила і діапазон вокальних технік на [альбомі] просто вражає… зробити те, що Оно робить зі своїм голосом на [альбомі], — непросте завдання».

## Реліз
Обкладинки Yoko Ono/Plastic Ono Band та John Lennon/Plastic Ono Band майже ідентичні. Леннон вказав на різницю в їхньому інтерв'ю для Playboy 1980 року: «У Йоко вона спирається на мене, а у мене — я спираюся на неї». Фотографії були зроблені камерою Instamatic на території їхнього маєтку Тіттенхерст Парк у Беркширі актором Деніелом Ріхтером, який жив з ними і працював їхнім асистентом у той час.
Альбом був перевиданий на компакт-диску лейблом Rykodisc у 1997 році з трьома бонусними треками з того періоду. Спеціальне видання «LP replica» було випущено V2 Records в Японії у 2007 році, а у 2016 році альбом був перевиданий на LP, компакт-диску та цифровому завантаженні лейблом Secretly Canadian з бонусними треками та рідкісними світлинами.
Альтернативна версія «Open Your Box», бі-сайду британського видання синглу Леннона 1971 року «Power to the People», з'явилася на перевиданнях 1997 і 2016 років.

## Трек-лист
Всі пісні написані Йоко Оно.

### Оригінальне видання
| Сторона 1 | Сторона 1                                                              | Сторона 1  |
| #         | Назва                                                                  | Тривалість |
| --------- | ---------------------------------------------------------------------- | ---------- |
| 1.        | «Why»                                                                  | 5:37       |
| 2.        | «Why Not»                                                              | 9:55       |
| 3.        | «Greenfield Morning I Pushed an Empty Baby Carriage All Over the City» | 5:38       |

| Сторона 2 | Сторона 2     | Сторона 2  |
| #         | Назва         | Тривалість |
| --------- | ------------- | ---------- |
| 1.        | «AOS»         | 7:06       |
| 2.        | «Touch Me»    | 4:37       |
| 3.        | «Paper Shoes» | 7:26       |

### Перевидання 1997 року
Треки 1-6 з релізу 1970 року, з наступними бонус-треками:
| #  | Назва                               | Тривалість |
| -- | ----------------------------------- | ---------- |
| 7. | «Open Your Box (alternate version)» | 7:35       |
| 8. | «Something More Abstract»           | 0:44       |
| 9. | «The South Wind»                    | 16:38      |

### Перевидання 2016 року
Треки 1-6 з релізу 1970 року, з наступними бонус-треками:
| #   | Назва                               | Тривалість |
| --- | ----------------------------------- | ---------- |
| 7.  | «Open Your Box (alternate version)» | 7:35       |
| 8.  | «Something More Abstract»           | 0:44       |
| 9.  | «Why (extended version)»            | 8:41       |
| 10. | «The South Wind»                    | 16:38      |

### Yoko Ono/Plastic Ono Band— The Live Sessions (2020)
Делюксовий бокс-сет John Lennon/Plastic Ono Band 2020 року включав Blu-ray Disc з невідредагованими концертними сесіями Yoko Ono/Plastic Ono Band, а також три раніше невидані пісні та три бі-сайти, які з'являлися на синглах Джона Леннона у 1969 та 1970 роках. «Life» — це повна версія треку «Between the Takes», який з'явився як бонус-трек на перевиданнях альбому Fly на компакт-дисках.
| #   | Назва                                                                                 | Тривалість |
| --- | ------------------------------------------------------------------------------------- | ---------- |
| 1.  | «Why (Live Session)»                                                                  | 18:00      |
| 2.  | «Why Not (Live Session)»                                                              | 21:22      |
| 3.  | «Greenfield Morning I Pushed an Empty Baby Carriage All Over the City (Live Session)» | 8:22       |
| 4.  | «Touch Me (Live Session)»                                                             | 15:54      |
| 5.  | «Paper Shoes (Live Session)»                                                          | 12:17      |
| 6.  | «Life»                                                                                | 6:57       |
| 7.  | «Omae No Okaa Wa»                                                                     | 6:31       |
| 8.  | «I Lost Myself Somewhere in the Sky»                                                  | 5:01       |
| 9.  | «Remember Love»                                                                       | 4:04       |
| 10. | «Don't Worry Kyoko (Live Session)»                                                    | 9:29       |
| 11. | «Who Has Seen the Wind?»                                                              | 2:09       |

## Персоналії
- Йоко Оно — вокал
- Джон Леннон — гітара
- Клаус Ворманн — бас-гітара
- Рінго Старр — барабани
- Джордж Гаррісон — ситар (3)[17]
- Орнетт Коулман — труба (4)
- Чарлі Гейден — котрабас (4)
- Девід Айзензон — котрабас (4)
- Ед Блеквелл — барабани (4)

Технічний персонал
- Філ Макдональд — звукорежисер
- Джон Лекі — звукорежисер
- Енді Стівенс — звукорежисер
- «Едді» — звукорежисер

## Чарти
| Чарт (1970)      | Пікова позиція | Кількість тижнів |
| ---------------- | -------------- | ---------------- |
| US Billboard 200 | 182            | 3                |